# Totok
Totok is het Indonesische of Maleisische woord voor een in het voormalig Nederlands-Indië geboren of wonende Europeaan, meestal Nederlander. Een totok is weliswaar in Indië geboren of heeft daar (langere tijd) gewoond, maar heeft – in tegenstelling tot gemengde Indo-Europeanen – geen inlandse ouders of voorouders.
De term totok wordt ook gebruikt voor in Nederlands-Indië woonachtige, maar in China geboren Chinezen. Voor Chinezen die in Nederlands-Indië geboren zijn, wordt de term Peranakan-Chinezen gebruikt. De betekenis van het woord totok is: 'van ongemengd bloed', 'van vreemde afkomst', 'niet in Nederlands-Indië geboren'; 'volbloed Chinees', 'volbloed Nederlander', voor welke laatste de term 'totok' een verkorting was van 'belanda totok' ('belanda' betekent: 'Nederland(s)'). Indische Nederlanders werden aangeduid als 'belanda indo'.
Het woord totok werd ook vaak pejoratief gebruikt voor nieuwelingen, die – 'vers van de boot' – het Indische levensritme en de lokale gebruiken nog niet gewoon waren of moeite hadden zich aan de Indische omstandigheden aan te passen. Volgens een andere bron zou tottoh eigenlijk 'schildpad die uit zee komt om zich dik te eten en dan weer in zee verdwijnt', betekenen.
Veel totoks ontwikkelden een grote liefde voor Indië of Indonesië. De Indische cultuur en de opvoeding door een inlandse baboe of kindermeisje, die vaak de taal en cultuur van het land overbracht, is een terugkerend thema van totok-schrijvers.

## Bekende totoks
- Bram van der Stok, 1915
- Erik Hazelhoff Roelfzema, 1917
- Hella Haasse, 1918
- Peter Tazelaar, 1920
- Rudy Kousbroek, 1929
- Rob Slotemaker, 1929
- Carel Jan Schneider, 1932
- Willem Nijholt, 1934
- Ben Bot, 1937
- Jeroen Brouwers, 1940
- Peter Andriesse, 1941
- Liesbeth List, 1941
- Vera de Vries, 1943
- Kester Freriks, 1954